# Shōji Oguma

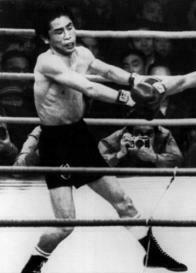
Shōji Oguma, 1975

Shōji Oguma (jap. 大熊 正二, Oguma Shōji; * 22. Juli 1951 in Kōriyama) ist ein ehemaliger japanischer Boxer im Fliegengewicht.

## Profikarriere
Am 1. Oktober 1974 boxte er gegen Betulio González um die WBC-Weltmeisterschaft und gewann durch geteilte Punktentscheidung. Diesen Gürtel verlor er allerdings bereits in seiner ersten Titelverteidigung an Miguel Canto im Januar des darauffolgenden Jahres nach Punkten.
Am 18. Mai 1980 errang er diesen Titel abermals, als er Park Chan-hee in der 9. Runde k.o. schlug. Diesmal verteidigte Oguma den Titel insgesamt dreimal und verlor ihn am 2. Mai des darauffolgenden Jahres gegen Antonio Avelar durch klassischen K. o.